# Jan-Chris de Koeijer
Jan-Chris de Koeijer (Goes, Nizozemska, 20. listopada 1966.) nizozemski je heavy metal-glazbenik, najpoznatiji kao pjevač i basist death metal-sastava Gorefest.

## Životopis
Koeijer je bio jedan od osnivača Gorefesta 1989. i uz gitarista Franka Harthoorna pojavio se na svim albumima sastava. Gorefest se raspao krajem 1998. i ponovno je formiran 2004. Ponovno se raspao 15. lipnja 2009.
Osim Gorefesta de Koeijer pjevao je kao gost na debitanskom albumu sastava Ayreon The Final Experiment iz 1995. Nakon prvog raspada Gorefesta, de Koeijer fokusirao se na projekt ColdPopCulture uz Iljana Mola.
Godine 2006. de Koeijer pojavio se na koncertu sastava Epica u Paradisou u Amsterdamu.